# Шамсабад (Давудабад)
Шамсабад (перс. شمس اباد) — село в Ірані, у дегестані Давудабад, в Центральному бахші, шахрестані Ерак остану Марказі. За даними перепису 2006 року, його населення становило 44 особи, що проживали у складі 14 сімей.

## Клімат
Середня річна температура становить 13,44°C, середня максимальна – 33,03°C, а середня мінімальна – -10,04°C. Середня річна кількість опадів – 264 мм.
| Клімат поселення                              | Клімат поселення | Клімат поселення | Клімат поселення | Клімат поселення | Клімат поселення | Клімат поселення | Клімат поселення | Клімат поселення | Клімат поселення | Клімат поселення | Клімат поселення | Клімат поселення | Клімат поселення |
| Показник                                      | Січ.             | Лют.             | Бер.             | Квіт.            | Трав.            | Черв.            | Лип.             | Серп.            | Вер.             | Жовт.            | Лист.            | Груд.            |                  |
| Середній максимум, °C                         | 8,81             | 11,34            | 16,92            | 22,44            | 26,93            | 32,30            | 33,03            | 31,90            | 27,97            | 22,44            | 16,12            | 9,40             |                  |
| Середня температура, °C                       | −0,61            | 1,92             | 7,49             | 13,02            | 17,50            | 22,88            | 26,06            | 24,94            | 21,01            | 15,47            | 9,18             | 2,44             |                  |
| Середній мінімум, °C                          | −10,04           | −7,51            | −1,94            | 3,59             | 8,08             | 13,44            | 19,11            | 18,01            | 14,04            | 8,52             | 2,20             | −4,5             |                  |
| Норма опадів, мм                              | 38               | 37               | 48               | 32               | 26               | 3                | 1                | 1                | 0                | 11               | 27               | 40               |                  |
| Середньомісячна швидкість вітру, м/с          | 2.11             | 2.10             | 2.77             | 2.90             | 2.70             | 2.64             | 2.91             | 2.50             | 2.30             | 2.18             | 1.82             | 1.50             |                  |
| Середньомісячна сонячна радіація, кДж/м²·день | 9086             | 12517            | 14943            | 18453            | 22409            | 26855            | 26022            | 24052            | 20965            | 15544            | 10945            | 8960             |                  |
| --------------------------------------------- | ---------------- | ---------------- | ---------------- | ---------------- | ---------------- | ---------------- | ---------------- | ---------------- | ---------------- | ---------------- | ---------------- | ---------------- | ---------------- |
| Джерело:                                      |                  |                  |                  |                  |                  |                  |                  |                  |                  |                  |                  |                  |                  |